# Milad Mohammadi
Milad Mohammadi Keshmarzi  (Perso: ميلاد محمدی کشمرزی; Teerã, 29 de setembro de 1993) é um futebolista iraniano que atua como meio-campo. Atualmente joga pelo AEK.

## Carreira
Foi convocado para defender a Seleção Iraniana de Futebol na Copa do Mundo de 2018.